# Gizałki
Gizałki (deutsch: Gizalki) ist ein Dorf und Sitz der gleichnamigen Landgemeinde in Polen. Der Ort liegt im Powiat Pleszewski der Woiwodschaft Großpolen. 

## Gemeinde
Zur Landgemeinde Gizałki gehören 16 Ortsteile (deutsche Namen bis 1945) mit einem Schulzenamt:
| - Białobłoty - Czołnochów - Dziewin Duży - Gizałki (Gizalki) - Obory-Kolonia - Leszczyca | - Nowa Wieś - Orlina (dt. Adlerholland) - Ostrowska Kolonia - Ruda Wieczyńska - Szymanowice (dt. Simmerwitz) | - Świerczyna - Tomice - Toporów - Wierzchy - Wronów |

Weitere Ortschaften der Gemeinde sind Gizałki-Las, Obory, Orlina Mała, Studzianka, Tomice-Las und Tomice-Młynik.

### Partnergemeinden
Apen in Niedersachsen ist seit 1997 eine Partnergemeinde von Gizałki.